# Chatuzange-le-Goubet
Chatuzange-le-Goubet ist eine französische Gemeinde im Département Drôme in der Region Auvergne-Rhône-Alpes.

## Geografie
Chatuzange-le-Goubet liegt im Tal der Isère, viereinhalb Kilometer südöstlich von Bourg-de-Péage und etwa 16 km östlich von Valence. Grenoble befindet sich rund 53 km nordöstlich von Chatuzange-le-Goubet (Angaben in Luftlinie).
Das 28,24 km² große Gemeindegebiet umfasst einen Teil des unteren Isère-Tals. Dieses Land ist sehr fruchtbar und wird deswegen vor allem für landwirtschaftliche Zwecke benutzt. Angebaut wird vor allem Getreide. Chatuzange-le-Goubet ist ein Haufendorf, nebst dem Hauptsiedlungsgebiet gehören jedoch noch einige Weiler und Einzelhöfe zur Gemeinde.
Der Schatz von Chatuzange ist ein römischer Silberschatz, der 1888 entdeckt wurde. Er ist im British Museum in London ausgestellt, das ihn 1893 kaufte.

## Bevölkerung
Mit 6375 Einwohnern (Stand 1. Januar 2022) gehört Chatuzange-le-Goubet eher zu den größeren Gemeinden im Département Drôme.
| Jahr                       | 1962 | 1968 | 1975 | 1982 | 1990 | 1999 | 2017 | 2019 |
| -------------------------- | ---- | ---- | ---- | ---- | ---- | ---- | ---- | ---- |
| Einwohner                  | 1622 | 1777 | 1875 | 2554 | 3619 | 3975 | 5516 | 5934 |
| Quellen: Cassini und INSEE |      |      |      |      |      |      |      |      |